# Calocheiridius elegans
Calocheiridius elegans är en spindeldjursart som beskrevs av E.N. Murthy och Taracad Narayanan Ananthakrishnan 1977. Calocheiridius elegans ingår i släktet Calocheiridius och familjen Olpiidae.

## Underarter
Arten delas in i följande underarter:
- C. e. elegans
- C. e. pallens